# Metrifonaat
Metrifonaat (INN) of trichloorfon (USAN) is een organofosforverbinding met als brutoformule C4H8Cl3O4P. Het behoort tot de klasse der fosfonaten. De stof komt voor als witte kristallen, die goed oplosbaar zijn in water.
Metrifonaat heeft als systematische naam 2,2,2-trichloor-1-dimethoxyfosforylethanol en komt voor in 2 stereo-isomerische vormen (enantiomeren) en als racemaat. De twee enatiomeren worden aangeduid met R-2,2,2-trichloor-1-dimethoxyfosforylethanol en S-2,2,2-trichloor-1-dimethoxyfosforylethanol, of korter: R-metrifonaat en S-metrofonaat.

## Toepassingen
Metrifonaat is een veelgebruikt insecticide in de land- en tuinbouw. Handelsnamen van de stof zijn onder andere: agroforotox, anthon, Bayer L 1359, chlorak, chlorofos, chloroftalm, chlorophos, chloroxyphos, chlorofox, combot, DEP, DETF, Danex, depthon, dimetox, dioxaphos, dipterex, dylox, ricifon, trichloorfon, tugon en votexit.
Verder staat het bekend als een acetylcholinesterase- en pseudocholinesterase-inhibitor. Vroeger werd het gebruikt om schistosomiasis te behandelen, maar omwille van de toxiciteit van de stof is ze niet meer commercieel verkrijgbaar als geneesmiddel.

## Toxicologie en veiligheid
De stof ontleedt bij verhitting en bij contact met zuren en basen, met vorming van giftige dampen. Ze tast een groot aantal metalen aan. Bij ontleding van de stof ontstaat het nog gevaarlijkere dichloorvos.
Metrifonaat kan effecten hebben op het zenuwstelsel (neurotoxische werking) door een remming van het cholinesterase, met als gevolg stuiptrekkingen, ademhalingsfalen en de dood. Het bestaan van twee enantiomere, die ook als mengsel gebruikt worden, roept herinneringen op aan het softenon-drama.